# Ostrea
Ostrea (лат.) — род съедобных морских двустворчатых моллюсков семейства устриц (Ostreidae). Древний род, хорошо известный по ископаемым остаткам.
Как минимум один вид из этого рода — Ostrea lurida — был отмечен в археологических раскопках вдоль тихоокеанского побережья центральной Калифорнии, указывая, что этот вид использовался в пищу коренными американцами.
Устрицы фильтруют воду, потребляя планктон и другие частицы пищи, оказавшиеся на липких щупальцах около ротового отверстия. Максимальная пропускная способность при этом составляет 5 литров в час.

## Виды
По данным World Register of Marine Species, на декабрь 2024 года род включает 20 видов:
1. Ostrea algoensis G. B. Sowerby II, 1871
2. Ostrea angasi G. B. Sowerby II, 1871
3. Ostrea angelica Rochebrune, 1895
4. Ostrea atherstonei R. B. Newton, 1913
5. Ostrea chilensis Küster, 1844
6. Ostrea circumpicta Pilsbry, 1904
7. Ostrea conchaphila P. P. Carpenter, 1857
8. Ostrea denselamellosa Lischke, 1869
9. Ostrea edulis Linnaeus, 1758
10. Ostrea equestris Say, 1834
11. Ostrea futamiensis Seki, 1929
12. Ostrea libella Weisbord, 1964
13. Ostrea lurida P. P. Carpenter, 1864
14. Ostrea megodon Hanley, 1846
15. Ostrea neostentina L.-S. Hu, H.-Y. Wang, Z. Zhang, C. Li & X.-M. Guo, 2019
16. Ostrea oleomargarita P. G. Oliver, Salvi & Al-Kandari, 2023
17. Ostrea permollis G. B. Sowerby II, 1871
18. Ostrea puelchana A. d’Orbigny, 1842
19. Ostrea spreta A. d’Orbigny, 1846
20. Ostrea stentina Payraudeau, 1826